# Chloropteryx munda
Chloropteryx munda là một loài bướm đêm trong họ Geometridae.